# Cantón de Saint-Anthème
El cantón de Saint-Anthème era una división administrativa francesa, que estaba situada en el departamento de Puy-de-Dôme y la región de Auvernia.

## Composición
El cantón estaba formado por cinco comunas:
- La Chaulme
- Grandrif
- Saint-Anthème
- Saint-Clément-de-Valorgue
- Saint-Romain

## Supresión del cantón de Saint-Anthème
En aplicación del Decreto nº 2014-210 de 21 de febrero de 2014, el cantón de Saint-Anthème fue suprimido el 22 de marzo de 2015 y sus 5 comunas pasaron a formar parte del nuevo cantón de Ambert.